# Cantón de Marolles-les-Braults
El cantón de Marolles-les-Braults era una división administrativa francesa, que estaba situada en el departamento de Sarthe y la región de Países del Loira.

## Composición
El cantón estaba formado por diecisiete comunas:
- Avesnes-en-Saosnois
- Congé-sur-Orne
- Courgains
- Dangeul
- Dissé-sous-Ballon
- Lucé-sous-Ballon
- Marolles-les-Braults
- Meurcé
- Mézières-sur-Ponthouin
- Moncé-en-Saosnois
- Monhoudou
- Nauvay
- Nouans
- Peray
- René
- Saint-Aignan
- Thoigné

## Supresión del cantón de Marolles-les-Braults
En aplicación del Decreto nº 2014-234 de 24 de febrero de 2014, el cantón de Marolles-les-Braults fue suprimido el 22 de marzo de 2015 y sus 17 comunas pasaron a formar parte del nuevo cantón de Mamers.